# Coahuayula
Coahuayula är en ort i Mexiko.   Den ligger i kommunen Chinicuila och delstaten Michoacán de Ocampo, i den södra delen av landet, 500 km väster om huvudstaden Mexico City. Coahuayula ligger 424 meter över havet och antalet invånare är 107.
Terrängen runt Coahuayula är kuperad västerut, men österut är den bergig. Coahuayula ligger nere i en dal. Runt Coahuayula är det glesbefolkat, med 8 invånare per kvadratkilometer. Närmaste större samhälle är Aquila, 15,3 km väster om Coahuayula. I omgivningarna runt Coahuayula växer huvudsakligen savannskog.